# Àccies
Les Àccies (en grec antic: Ἄκτια, llatí: Actia) eren uns festivals que se celebrava cada quatre anys en honor d'Apol·lo Acci a Nicòpolis de l'Epir, i que incloïen lluites, concursos musicals, curses de cavalls i batalles navals.
Va ser instituït per August per commemorar la seva victòria a la batalla d'Àccium l'any 31 aC sobre Marc Antoni i Cleòpatra, i probablement revivia un antic festival que es feia al temple d'Apol·lo a Àccium, festival que esmenten Tucídides i Estrabó. Els jocs se celebraven cada quatre anys, probablement el 2 de setembre, l'aniversari de la victòria. Estaven classificats després dels quatre grans jocs que se celebraven (Olímpics, Pítics, Nemeus i Ístmics).